# Zimní olympijské hry 1968
X. zimní olympijské hry se konaly od 6. do 18. února 1968 v Grenoblu, v hlavním městě francouzského departementu Isére. Francie podruhé hostila zimní olympijské hry, poprvé roku 1924 v Chamonix. Hry byly ovlivněné do té doby nevídanou mírou decentralizace, soutěže se konaly až na 65 km vzdálených horských hřebenech ode centra města. Olympiády se zúčastnilo 1158 sportovců ze 37 zemí, což byl nový rekord v počtu přihlášených sportovců.
Nejúspěšnějším sportovcem her se stal francouzský závodník v alpském lyžování Jean-Claude Killy, ve všech třech disciplínách kterých se zúčastnil, získal zlatou medaili. Švédská závodnice v běhu na lyžích Toini Gustafsson byla se dvěma zlatými a jednou stříbrnou medailí nejúspěšnější ženou olympijských her. Nejvíce medailí na olympijských hrách získalo Norsko.
Poprvé se her zúčastnila Německá spolková a Německá demokratická republika dvěma oddělenými týmy, ale ještě pod stejnou vlajkou a hymnou. Premiéru na olympijských hrách měly dopingové kontroly a barevné televizní přenosy z her.

## Volba pořadatele
Grenoble vzešel jako pořadatelské město ze 6 kandidátů na LXI. zasedání MOV v Innsbrucku 28. ledna 1964.
Dne 24. listopadu 1960 předložil hejtman départementu Isère a předseda Evropské Lyžařské asociace François Raoul myšlenku na zimní olympijské hry v Grenoblu v roce 1968. Rada města souhlasila, různé vládní agentury nabízely jejich podporu a také společnosti v této oblasti reagovaly pozitivně.
Sportoviště hrály při volbě vedlejší roli, protože v departementu Isère byly pouze dvě významné sportovní akce, Světový pohár bobistů roku 1951 na L'Alpe d'Huez Světový pohár saní roku 1959 ve Villard-de-Lans. A jelikož prudce vzrostl počet obyvatel jak v Grenoblu, tak v celé aglomeraci, takže infrastruktura s tím nedokázala držet krok a byla do značné míry stále na poválečné úrovni. Tudíž se Francouzští vůdci nikdy netajili s tím, že se v první řadě snaží využít olympijské hry vylepšit v co nejkratší možné době zastaralou infrastrukturu a podpořit regionální ekonomiku.
| Město a země | 1. Hlasování | 2. Hlasování | 3. Hlasování |
| ------------ | ------------ | ------------ | ------------ |
| Grenoble     | 15           | 18           | 27           |
| Calgary      | 12           | 19           | 24           |
| Lahti        | 11           | 14           |              |
| Sapporo      | 6            |              |              |
| Oslo         | 4            |              |              |
| Lake Placid  | 3            |              |              |

## Organizace

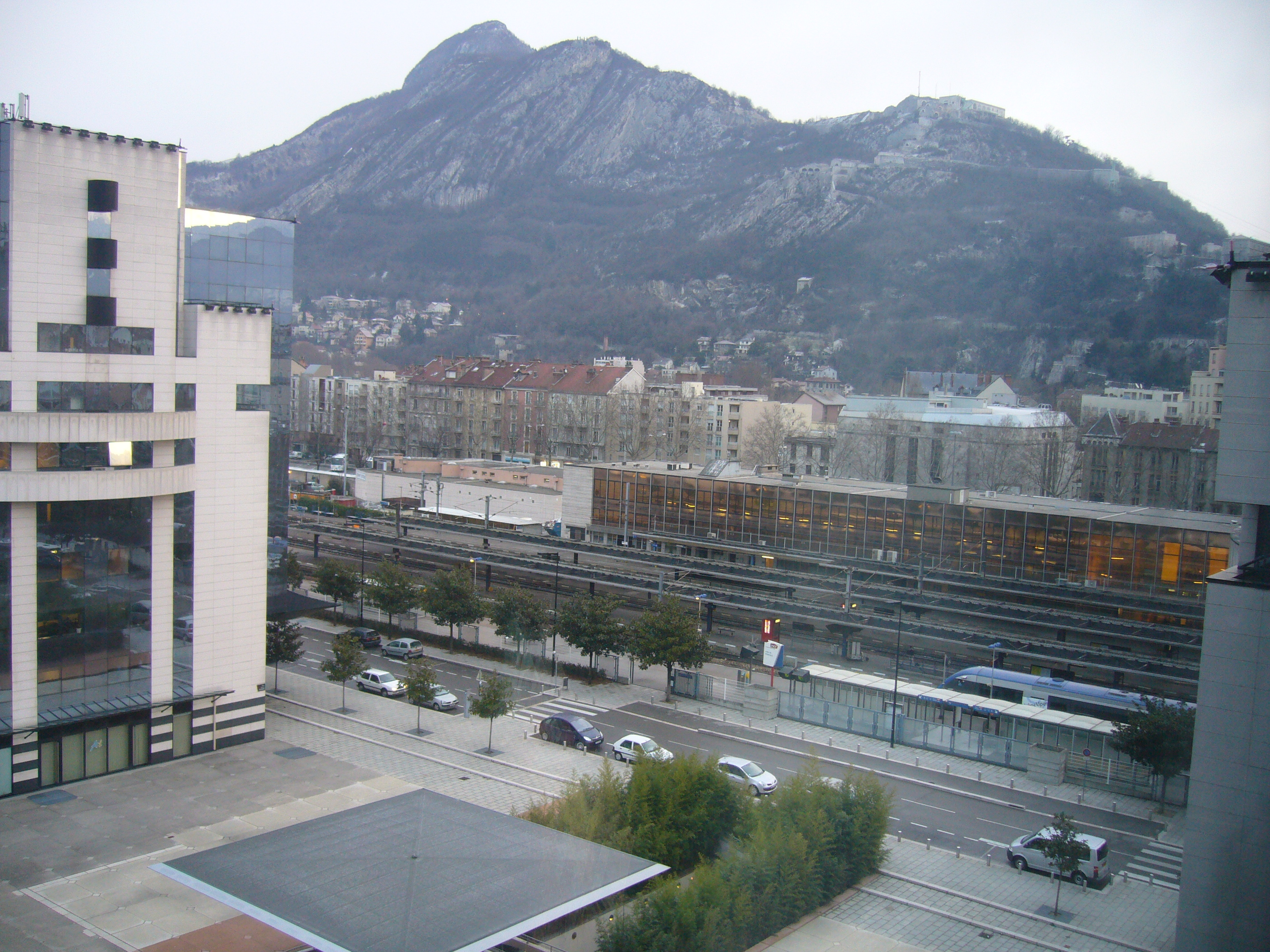
Jednou z nejdůležitějších nových staveb bylo nádraži, fotografie pochází z roku 2006

Po volbách pořadatelského města vydal francouzský olympijský výbor (Comité National Olympique et Sportif Français) příkaz k založení organizačního výboru („Comité d'Organisation des dixièmes Jeux Olympiques zkráceně COJO). Výbor byl založen 1. srpna 1964 Prezidentem se stal starosta Grenoblu Albert Michallon.
Při přípravách her hrál významnou roli francouzský prezident Charles de Gaulle, jelikož v nich viděl obrovskou příležitost, jak ukázat světu modernizaci Francie. Jménem premiéra George Pompidoua založil ministr mládeže a tělovýchovy Francois Missoffe meziresortní komise pro koordinaci práce. Nasazeno bylo více než 7000 příslušníků francouzské armády a pracovníků ministerstva mládeže a tělovýchovy, financí, veřejných budov, školství, pošty, dopravy a kultury.
Celkové investice činily 1,097 miliardy franků (což by v roce 2007 odpovídalo přibližně 1,072 miliardy €). 47,08% přispěl département Isére, Grenoble, 20,07% a okolní obce 1,37%. Zbytek daly různé instituce, jako např. železnice SNCF, vysílací společnost ORTF, státní bytový podnik nebo regionální sdružení nemocnic.
Finance byly využity následovně:
- Do dopravy a komunikací šlo 465,181 milionů franků.
- Do olympijské vesnice a tiskových center 250,876 milionu
- Do sportovních zařízení 92,517 milionu.
- Do rozhlasu a televize 57,502 milionu.
- Do kultury 45,674 milionu.
- Do městské infrastruktury 95,116 milionu a
- Do výdajů COJO 90,429 milionu €.

Postaveno bylo nové letiště , telefonní ústředny, nová radnice, nové ústředí policie, požární stanice, nemocnice s 560 lůžky, konferenční a výstavní centrum, celkem 36 km nových dálnic a kulturní palác.

## Pochodeň
Olympijská pochodeň vzplála v Olympii 16. prosince 1967. Ceremoniál byl původně naplánován na 13. prosinec, ale bylo to z důvodu (nakonec neúspěšného) převratu, který vedl o osm měsíců dříve sesazený Král Constantine II proti diktátorskému vojenskému režimu Georgiose Papadopoulose. Trasa vedla z Olympie Olymp do Athén. Odtud letěla pochodeň v Boeingu 707 společnosti Air France na letiště Paris-Orly, kde ji Jean Vuarnet, olympijský vítěz ve sjezdu z roku 1960 vyzvedl.
Ve Francii pochodeň uběhla 7222 km v 41 departementech a 170 obcí departementu Isère. Neslo ji přes 5000 lidí, pěšky, na kole, na lodích, na lyžích a motocyklech. Poslední zastávka byla den před zahájením obřadu v Saint-Pierre-de-Chartreuse, odkud byla převezena do Grenoblu. Pochodeň byla 70 cm vysoká a vážila 1750 gramů, byla z mědi a měla nádrž na propan

## Medaile
Pro olympiádu bylo vytvořeno celkem 228 medailí ve třech kovech. Navrhl je francouzský grafik Roger Excoffon. Medaile měly průměr 50 mm a na tloušťku měřily 3 mm. Na přední straně bylo logo olympiády a na zadní piktogram zastupující příslušný sport. Medaile pro 1. a 2. místo byly vyrobeny ze stříbra (ryzost 925/1000). Medaile pro 1. místo ještě byla potažena vrstvou zlata o hmotnosti 6 gramů.
Medaile byly zavěšené na plátně v olympijských barvách, což bylo poprvé (dříve se používaly řetězy). Kromě toho sportovci získali k medailím šperkovnice vyrobené z černé kůže.
Excoffon také navrhl olympijské diplomy, pro šest nejlepších v každé disciplíně. Ve středu bylo slovo „diplom“ ve zlatém písmu. Podobný diplom, ale jen obyčejné bílý papír a bez zlatého písma, pro všechny osoby, účastníky, novináře a dobrovolníky jako suvenýr.
Slavnostní medailový ceremoniál probíhal každý den příslušného závodu večer na Stade de glace.

## Propagace her
Logo tvořil hnědý obdélník se zaoblenými hranami, postavený na výšku, u spodní strany se nacházely olympijské kruhy, u horní sněhová vločka, kterou obklopovaly tři puntíky, (měly představovat růže, které má Grenoble ve znaku) dva byly nahoře, jeden dole). Znak byl obklopen slovy „XES Jeux Olympiques d'hiver Grenoble 1968“ (10. zimní olympijské hry Grenoble 1968).
Poprvé v historii byl použit maskot. Jmenoval se „Schuss“, byl to lyžař s modrým lyžařským oblekem a velkým červeným míčem místo hlavy.
Organizační výbor se obrátil na fotografa se specializací na zimní sporty Jacka Lesagea s žádostí o dvě prezentace na 15 nebo 18 minut. Prezentace nazvaná „Trois roses, cinq anneaux“ (Tři růže, pět kruhů) vznikla v roce 1966 a ukázala, Grenoble v raném stadiu přípravy. Druhá prezentace z roku 1967 nazvaná „Vaincre à Grenoble“ (volně přeloženo jako Grenoble triumfuje), zdokumentovala postup prací, doplněná fotografiemi sportovních akcí. Obě prezentace existovaly ve třech variantách s francouzským, anglickým a německým komentářem.
Na francouzské poště bylo šest razítek s olympijskou tematikou. Dne 22. dubna 1967 se objevily první známky v hodnotě 0.60frank s oficiálním logem. Dne 27. ledna, deset dní před oficiálním zahájením se objevilo pět nových motivů. Motivy byly:
- Skokani na lyžích lyžaři (0,30 + 0,10 M).
- Hokejisté (0,40 + 0,10 M).
- Olympijský oheň (0,60 + 0,20 M).
- Krasobruslař (0,75 + 0, 25 M)
- Slalom (0,95 + 0,35 M).

Výtěžky z prodeje si rozdělil francouzský Červený kříž a COJO.

## Doping
Na dopující sportovce se dával v 60. letech větší pozor než dříve. Po prvním úmrtí, které doping zavinil (na LOH 1960 v Římě, kdy amfetaminy zabily dánského cyklistu Knuta Jensena Enemarka) trvalo ještě 4 roky aby Mezinárodní olympijský výbor pochopil vážnost situace, ale až v roce 1967 si vzal příklad z několika sportovních asociací a přijal zákaz dopingu. Hry v Grenoblu byly první v historii, na kterých se prováděly kontroly. Zkontrolovalo se 86 sportovců a všechny testy byly negativní.

## Stadiony

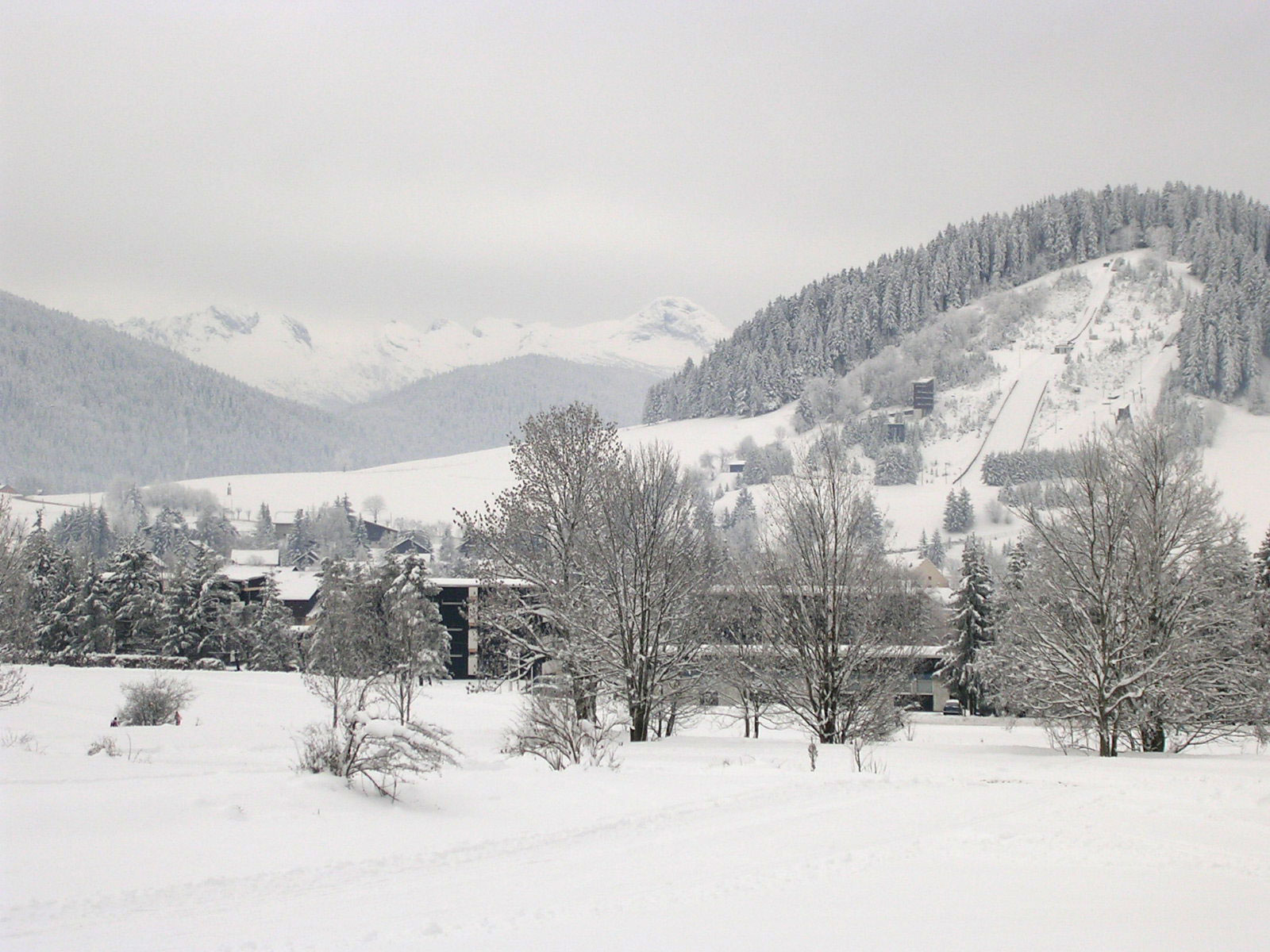
Autrans v roce 2004 (v pozadí 70metrový skokánek)

Stadiony byly jak přímo v Grenoblu, tak i v dalších pěti lokalitách v okolí. Nikdy předtím nebyly soutěžní stadiony rozprostřeny do takové plochy.
Téměř polovina z částky, věnované na sportovní zařízení, 46 milionů franků, šla do výstavby stadionu Stade de glace (nyní Palais des sports), v němž se uskutečnila: Krasobruslařská soutěž, Skupina A v ledním hokeji a závěrečný ceremoniál. Architekti byli Robert Demartini a Pierre Junillon, stavba začala v polovině listopadu 1965 a skončila v říjnu 1967. Dnes stadion slouží pro koncerty, obchodní výstavy a různé sportovní akce.
Nejvzdálenější stadion, ležící také v největší nadmořské výšce bylo L'Alpe d'Huez, leželo 65 km na jihovýchod od Grenoblu. Bylo v nadmořské výšce asi 2000 metrů, a sloužila pro soutěž bobistů. Byla 1500 m dlouhá, měla 13 zatáček a převýšení bylo 140 metrů.
Místo všech závodů v alpském lyžování bylo Chamrousse, ski resort 30 km východně od Grenoblu. Pět ze šesti závodů bylo v oblasti Recoin de Chamrousse, jen mužský sjezd byl v oblasti Casserousse. Při výstavbě nových sjezdovek bylo odvezeno přibližně 300 000 m³ hornin. Největší terénní změny byly v horní části mužské sjezdovky a na slalomové dráze. Kromě toho bylo postaveno šest nových sedačkových lanovek. Při přípravě běží bylo v akci více než 10 000 lidí, z toho většinu tvořili vojáci.
Pro saně by mohlo být také snadno využito Autrans, ale pořadatelé se rozhodli pro Saint-Nizier du Moucherotte, které také leží pohoří Vercors. Jelikož leží relativně blízko, od Grenoblu je vzdáleno 17 km byla tím zaručena mnohem větší dostupnost pro publikum. Výstavba začala v červenci 1966 a skončila v lednu 1967. Po hrách se jen zřídka využívalo pro závody, od roku 1990, je veřejnosti nepřístupné a chátrá.

### V Grenoblu
- Olympijský stadion (Stade Inaugural) Zahajovací ceremoniál
- Rychlý okruh (L'Anneau de Vitesse) Rychlobruslení
- Zimní stadion (Le Stade de Glace) Lední hokej, krasobruslení, závěrečný ceremoniál.
- Městské kluziště (La Patinoire Municipale) Lední hokej

### Mimo Grenoble
- Chamrousse – Alpské lyžování mužů
- Recoin de Chamrousse – Alpské lyžování žen
- Autrans – Běh na lyžích, biatlon[5]
- Alpe d'Huez – boby a saně
- Villard-de-Lans – Saně
- 70metrový skokánek (Tremplin de 70 Mètres), Autrans – Skoky na lyžích
- 90metrový skokánek (Tremplin de 90 Mètres), Saint-Nizier-du-moucherotte – Skoky na lyžích

### Ubytování
Olympijská vesnice se nacházela na jižním okraji města, u příměstských obcí Echirolles a Eybens. Na ploše bývalého letiště Grenoble-Mermoz byla stavěna téměř dva roky, velké obytné plochy a 6500 domů. Po ukončení her se z ní stalo:
- základní škola
- gymnázium
- mateřská škola
- mládežnické centrum
- nákupní centrum a knihovna

Sportovci bydleli v mrakodrapu, který měl 263 jednolůžkových pokojů, které později sloužily jako studentské koleje. Pro klasické a alpské lyžování sloužily dvě další, mnohem menší olympijské vesnice.

## Ceremoniály

### Zahajovací
Pro zahajovací ceremoniál byl postaven stadion Stade inaugural s kapacitou 60 000 diváků. Stadion byl v bezprostřední blízkosti olympijské vesnice a tiskového centra. Na stadionu byla olympijská pochodeň, kterou tvořil ocelový rám o hmotnosti 550 kilogramů, s mísou na vrcholu.
Ceremoniál začal v úterý 6. února v 15:00. po příchodu prezidenta Charlese de Gaulla. Po přehrání Francouzské hymny začal kulturní program.
Příchod atletů zahájila tradičně Řecká delegace poté nastupovaly v abecedním pořadí. Albert Michallon, předseda představenstva COJO ve svém projevu přivítal sportovce a návštěvníky. Předseda MOV Avery Brundage připomněl ideály Pierra de Coubertina, a vyjádřil naději, že se svět stane mírumilovnější a méně materialistický. Pak požádal Charlese de Gaulla, aby hry zahájil. Prezident vstoupil na jeviště a vyslovil, zahajovací formuli. Poslední bod programu byl přílet 5 letadel typu Fouga Magister, kteří vytvořili na obloze olympijské kruhy.

### Závěrečný
Závěrečný ceremoniál se konal v neděli 18. února na Stade de Glace. 1. bod programu bylo krasobruslařské vystoupení. Proběhl poslední medailový ceremoniál, Avery Brundage poděkoval organizátorům, a prohlásil hry za ukončené, poté zhasl olympijský oheň.

## Dva německé týmy

Německá vlajka s olympijskými kruhy v prostředním pruhu, kterou používala pro rozlišení NDR

Poprvé v historii Německé demokratické republiky tu byli přítomni její sportovci jako samostatná výprava. Dne 8. října 1965 se MOV rozhodl uznat NDR za plnoprávného člena. Vyvěšování vlajky NDR, přijaté roku 1959, však bylo v zemích západní Evropy zakázáno. Obě německé republiky se shodly, že národní olympijské výbory budou pokračovat v užívání společné vlajky a hymny: jako u všech olympijských her od roku 1960 to byla černo-červeno-zlatá vlajka s bílými olympijskými kruhy uprostřed, stejně jako se při vyhlašování vítězů místo oficiální hymny obou států nadále hrála „Óda na radost“ z Beethovenovy Deváté symfonie. Obě země pak vystupovaly od olympiády v roce 1972 zcela nezávisle.

## Kalendář soutěží
| ÚC | Úvodní ceremoniál | ● | Soutěžní den disciplíny | 1 | Finále disciplíny | ZC | Závěrečný ceremoniál |

| Únor               | 4. Ne | 5. Po | 6. Út | 7. St | 8. Čt | 9. Pá | 10. So | 11. Ne | 12. Po | 13. Út | 14. St | 15. Čt | 16. Pá | 17. So | 18. Ne | Finále |
| ------------------ | ----- | ----- | ----- | ----- | ----- | ----- | ------ | ------ | ------ | ------ | ------ | ------ | ------ | ------ | ------ | ------ |
| Ceremoniály        |       |       | ÚC    |       |       |       |        |        |        |        |        |        |        |        | ZC     |        |
| Alpské lyžování    |       |       |       |       |       | 1     | 1      | ●      | 1      | 1      | ●      | 1      |        | 1      |        | 6      |
| Běh na lyžích      |       |       |       | 1     |       | 1     | 1      |        |        | 1      | 1      |        | 1      | 1      |        | 7      |
| Biatlon            |       |       |       |       |       |       |        |        | 1      |        |        | 1      |        |        |        | 2      |
| Boby               |       |       |       |       | ●     |       |        | 1      |        |        |        |        | ●      | 1      |        | 2      |
| Krasobruslení      |       |       |       | ●     | ●     |       | 1      | ●      |        | ●      | 1      |        | 1      |        |        | 3      |
| Lední hokej        | ●     |       | ●     | ●     | ●     | ●     | ●      | ●      | ●      | ●      | ●      | ●      | ●      | 1      |        | 1      |
| Rychlobruslení     |       |       |       |       |       | 1     | 1      | 1      | 1      |        | 1      | 1      | 1      | 1      |        | 8      |
| Saně               |       |       |       |       |       |       |        | ●      |        | 2      |        |        |        |        | 1      | 3      |
| Severská kombinace |       |       |       |       |       |       | ●      |        | 1      |        |        |        |        |        |        | 1      |
| Skoky na lyžích    |       |       |       |       |       |       |        | 1      |        |        |        |        |        |        | 1      | 2      |
| Celkem disciplín   |       |       |       | 1     | 0     | 3     | 4      | 3      | 4      | 4      | 3      | 3      | 3      | 5      | 2      | 35     |
| Kumulativní součet |       |       |       | 1     | 1     | 4     | 8      | 11     | 15     | 19     | 22     | 25     | 28     | 33     | 35     |        |

## Soutěže

### Alpské lyžování
Alpské lyžování se na Zimních olympijských hrách objevilo pošesté. Na olympiádě v Grenoblu to bylo v obci Chamrousse, bralo se také jako XXVIII. světový šampionát. Lyžaři, kteří se objevili na stupních vítězů, získali jak olympijské medaile, tak i medaile za mistrovství světa.

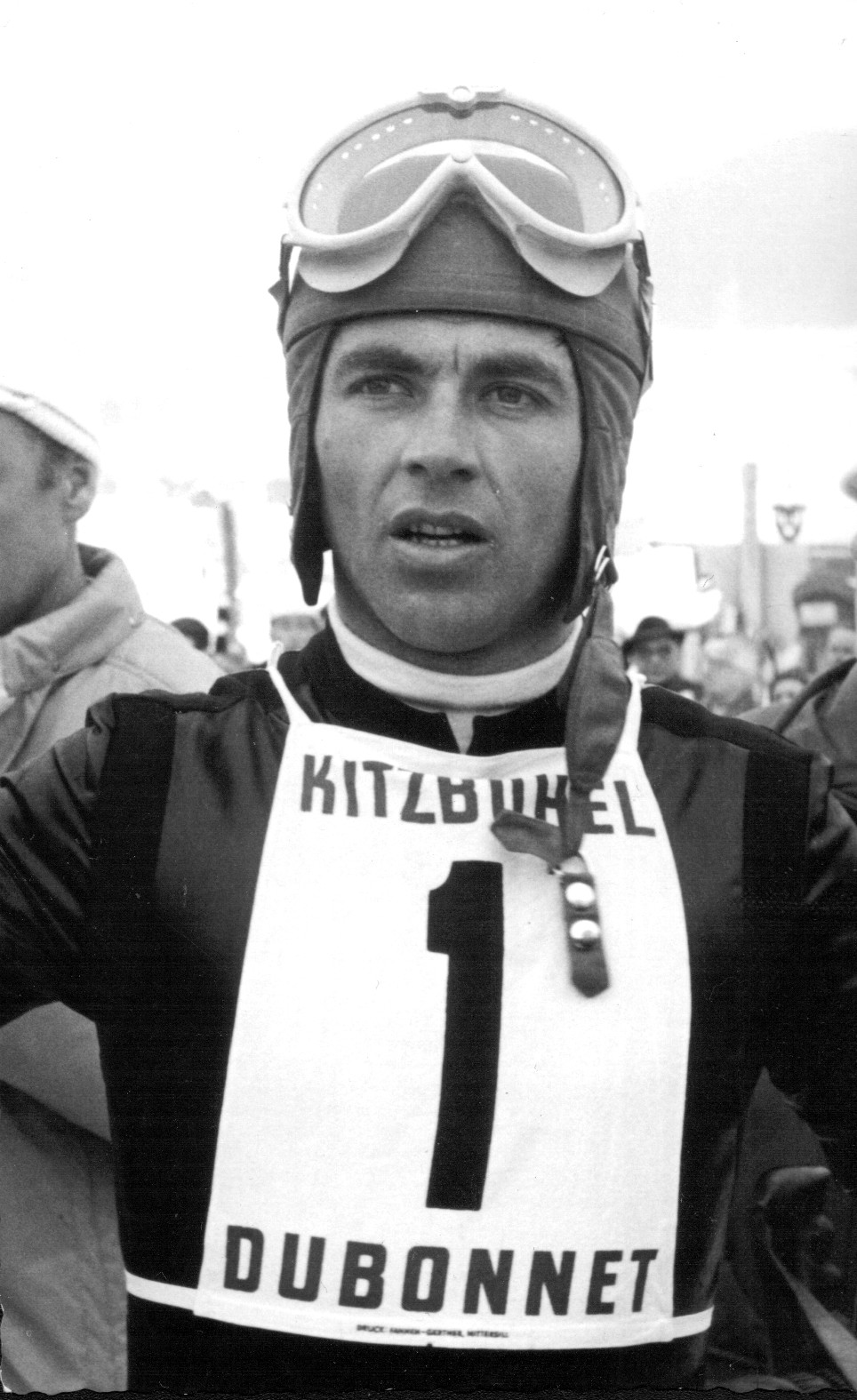
Karl Schranz

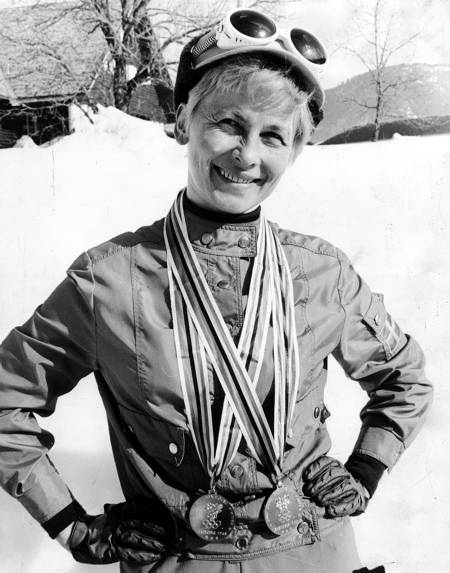
Toini Gustafsson

Krátce před začátkem her vypukly mezi předsedy MOV a FIS silné spory. Předseda MOV Avery Brundage nekompromisně prosazoval ideál Piera de Coubertina, že soutěžit by měli hlavně amatéři. Rostoucí profesionalizace sportu byla Brundagem kategoricky odmítána, ovšem prezident FIS Marc Hodler to rezolutně prosazoval.
V mužském slalomu padlo nejkontroverznější rozhodnutí v historii. Jean-Claude Killy totiž zvítězil i v ostatních mužských soutěžích v alpském lyžování, ale až po jednom z největších sporů v historii Zimních olympijských her. Rakouský favorit Karl Schranz tvrdil, že záhadný muž v černém přejel jeho dráhu, a donutil ho tak k zastavení smykem. Vynutil si restart. Schranz byl rychlejší než Killy. Nicméně porota Schranze diskvalifikovala a medaili získal Killy.
Největší hvězdou her – a to nejen z pohledu francouzských médií – se stal právě Jean-Claude Killy, vyhrál všechny tři mužské závody. Ve sjezdu vyhrál s náskokem 0,08 sekundy před krajanem Guyem Perillatem, třetí byl Švýcar Jean-Daniel Dätwyler. Obří slalom byl poprvé v historii rozdělen na dvě jízdy (dříve se jela jen jedna a kdo ji vyhrál, získal zlato). Killy zvítězil s náskokem více než dvě sekundy před Švýcarem Willy Favrem, následovaný Rakušanem Heinrichem Messnerem.
Závody žen byly mnohem vyrovnanější. Ve slalomu kvůli pádům odstoupila zhruba třetina závodnic.

### Klasické lyžování
Soutěže klasického lyžování se konaly v Autrans a Saint-Nizier du Moucherotte a byly brány také jako 27. Světový šampionát. Stejně jako u alpského lyžování a skoků na lyžích byla udělena olympijská i světová medaile (s výjimkou severské kombinace).
Všechny běžecké závody vyhráli Skandinávci s výjimkou 30 km mužů, kde překvapivě zvítězil Ital Franco Nones. Druhý skončil Nor Odd Martinsen se ztrátou více než 50 sekund.
Velkými favoritkami byly běžkyně na lyžích Sovětského svazu, které vyhrály řadu závodů na olympijských hrách v roce 1964 a na mistrovství světa 1966, tentokrát však zůstaly hluboko za očekáváním. Chyběla jim dvojnásobná olympijská vítězka a trojnásobná mistryně světa Klavdija Bojarskich. Ta ukončila kariéru poté, co Mezinárodní olympijský výbor v roce 1967 zavedl povinné testy pohlaví, což vedlo k různým spekulacím.
Nejúspěšnější běžkyní na lyžích se stala Švédka Toini Gustafsson, která zvítězila v závodech na 5 i 10 km a se štafetou doběhla druhá.
Československý skokan Jiří Raška získal jako jediný dvě medaile. Vybojoval zlato na středním můstku (70m). Stříbro bral Rakušan Reinhold Bachler a bronz jeho krajan Baldur Preiml. Favorizovaný Nor Bjørn Wirkola, vítěz Turné čtyř můstků, zůstal bez medaile. Na velkém můstku pak Raška získal stříbro za Rusem Vladimirem Bělousovem, třetí skončil Nor Lars Grini.
V severské kombinaci, která se skládala ze skoku na lyžích a běhu na 15 km, zvítězil Franz Keller z NSR, stříbro získal Švýcar Alois Kälin a bronz Andreas Kunz ze NDR. Rozdíl mezi prvním a druhým místem byl nakonec šest sekund.

### Boby
Soutěž bobistů byla naplánována na 7. únor, ale musela být odložena, kvůli silnému sněžení. Další termín byl 11. únor. Devítinásobný mistr světa Eugenio Monti a jeho brzdař Luciano De Paolis z Itálie a německá dvojice Horst Floth a Pepi Bader měly po všech (čtyřech) jízdách naprosto stejný čas. Avšak pouze Italové získali zlaté medaile. Bronz získali Rumuni.
V následujících dnech bylo počasí stále nestabilní. Aby měly všechny týmy stejné podmínky rozhodla porota, že dne 17. února, kdy se závod konal se pojedou jen dvě místo čtyř jízd. Teplota se ten den ustálila na −13 °C. Zvítězili Italové (pilot: Eugenio Monti) stříbro získali Rakušané (pilot: Erwin Thaler) a bronz Švýcaři (pilot: Jean Wicki)

### Biatlon
Teprve potřetí v historii zahrnoval olympijský program závod mužů. Jelo se 4 × 7,5 km. Biatlon ovšem měl velice malý divácký ohlas.
Závody se konaly za velmi obtížných podmínek, jelikož téměř bez přestávky padal silný déšť se sněhem, což silně ovlivnilo přesnost střelby. Zvítězil Nor Magnar Solberg. Nejrychlejší sice byl Rus Alexandr Tichonov (byl v cíli o více než minutu dříve než Solberg), jenže získal dvouminutovou penalizaci, což jej posunulo na druhé místo za Solbergem. Třetí skončil Tichonovův krajan Vladimir Gundarzev.

### Lední hokej
Lední hokej probíhal na stadionech Le Stade de Glace a La Patinoire Municipale. Byl také považován za 35. mistrovství světa a 46. mistrovství Evropy
Vrcholem turnaje bylo vítězství 5:4 Československa nad Sovětským svazem, celé utkání bylo pod vlivem na pražského jara. Před posledním zápasem Čechoslováci vedli finálovou tabulku, ale vynechali v zápase se Švédskem, který skončil remízou 2:2, ta je posunula na druhé místo a zlatou medaili získali hokejisté SSSR, bylo to potřetí od roku 1956. Kanada získala bronzovou medaili. Nejlepší hráč turnaje byl Rus Anatolij Firsov, se dvanácti góly a čtyřmi asistencemi.

### Krasobruslení
Na Stade de Glace se konaly tři krasobruslařské soutěže. Individuální soutěž žen vyhrála Američanka Peggy Flemingová, stříbro získala Gabriele Seyfertová ze SRN a bronz Hana Mašková z Československa.
V soutěži mužů byl za největšího favorita považován Rakušan Emmerich Danzer, ale nepovedl se mu čtvrtý z pěti povinných skoků a nakonec skončil čtvrtý. Zvítězil jeho krajan Wolfgang Schwarz, druhý skončil Američan Tim Wood a třetí Francouz Patrick Péra.
Stejně jako o čtyři roky dříve soutěž dvojic vyhráli ruští manželé, Ljudmila Bělousovová a Oleg Protopopov, kteří na rozdíl od ostatních párů kladli větší důraz na umělecký výkon než na sportovní úspěch. Stříbro získali jejich krajané Taťána Sčuková a Alexander Gorelik. Bronz šel do SRN ke dvojici Margot Glockshuberová a Wolfgang Danne.

### Rychlobruslení
V Grenoblu se na stadionu Patinoire de vitesse konaly čtyři rychlobruslařské soutěže mužů a žen. Nejúspěšnější byli Nizozemci, získali celkem 3 zlaté medaile.
Ostatní vítězové:
- Kaija Mustonen (1500m)
- Erhard Keller (500m)
- Fred Anton Maier (5000m)
- Johnny Höglin (10 000m)

V pěti soutěžích byly překonány olympijské rekordy. A Fred Anton Maier překonal svůj vlastní světový rekord. na 5000m o 3,8 sekundy.

### Saně
Soutěže saní se konaly ve Villard-de-Lans soutěž byla mnohokrát odkládána z důvodu teplého počasí a tudíž špatné kvality ledu. Byla naplánována na 5. únor ale musela být odložena na 8. únor a poté na 11. únor a nakonec začala až 18. února.
V soutěži jednotlivců zvítězil Rakušan Manfred Schmid. Stříbrný byl Thomas Köhler a bronzový Klaus-Michael Bonsack (oba z NDR). (Köhler a Bonsack později vyhráli zlatou medaili v soutěži dvojic.)

## Statistiky
Zástupci médií bydleli v osadě několik set metrů od olympijské vesnice. Domy pro ně byly postaveny mezi dubnem 1966 a říjnem 1967. V osadě se nacházelo celkem 637 bytů, podzemní parkoviště a škola. Ve škole bylo umístěno počítačové středisko IBM, kanceláře francouzského rozhlasu a televize ORTF a zahraničních televizí a jiné technické zařízení. Později na parkovišti byla tisku restauraci. Menší tisková centra, byla na Stade de Glace v Grenoblu a na pěti místech mimo město:
- Autrans
- Chamrousse
- L'Alpe d'Huez
- Saint-Nizier du Moucherotte
- Villard-de-Lans.

Organizační výbor (COJO) udělil celkem 1545 akreditací, z toho 1095 pro tisk, rozhlas a televize, novináři, fotografové 301 a 149 pro generální štáb. Dne 19. září 1966 prodala ORTF práva na televizní vysílání s EBU a Kanadou. 14. února 1967, s ABC (pro USA a Latinskou Ameriku), 15. října 1967 práva obdržela NHK pro Japonsko.
ORTF nainstalovala 25 barevných a 37 černobílých kamer (ABC měla nezávislou přenosovou soustavu). Bylo natočeno 150:15 hodin záznamu, z toho 91:25 barevných. Počet televizních diváků se odhadoval na 600 milionů
Nejúspěšnější sportovec byl francouzský lyžař Jean Claude-Killy, který získal tři zlaté medaile, druhý nejúspěšnější byla Švédka Toini Gustaffson, která získala dvě zlaté a jednu stříbrnou. Nejvíce medailí získal tým z Norska (14).

## Počet medailí podle údajů mezinárodního olympijského výboru
| Pořadí | Země                                 | Zlato | Stříbro | Bronz | Celkem |
| 1      | Norsko (NOR)                         | 6     | 6       | 2     | 14     |
| 2      | Sovětský svaz (URS)                  | 5     | 5       | 3     | 13     |
| 3      | Francie (FRA)                        | 4     | 3       | 2     | 9      |
| 4      | Itálie (ITA)                         | 4     | 0       | 0     | 4      |
| 5      | Rakousko (AUT)                       | 3     | 4       | 4     | 11     |
| 6      | Nizozemsko (NED)                     | 3     | 3       | 3     | 9      |
| 7      | Švédsko (SWE)                        | 3     | 2       | 3     | 8      |
| 8      | Západní Německo (FRG)                | 2     | 2       | 3     | 7      |
| 9      | Spojené státy americké (USA)         | 1     | 5       | 1     | 7      |
| 10     | Německá demokratická republika (GDR) | 1     | 2       | 2     | 5      |
| 10     | Finsko (FIN)                         | 1     | 2       | 2     | 5      |
| 12     | Československo (TCH)                 | 1     | 2       | 1     | 4      |
| 13     | Kanada (CAN)                         | 1     | 1       | 1     | 3      |
| 14     | Švýcarsko (SUI)                      | 0     | 2       | 4     | 6      |
| 15     | Rumunsko (ROU)                       | 0     | 0       | 1     | 1      |
| Celkem | Celkem                               | 35    | 39      | 32    | 106    |

### Účastníci a počet sportovců
| Evropa (878)                                                                                             | Evropa (878) | Evropa (878)                                                                                                   |
| --- | --- | --- |
| - Bulharsko (6) - Dánsko (3) - SRN (75) - NDR (57) - Finsko (52) - Francie (88) - Řecko (3) - Island (4) | - Itálie (47) - Jugoslávie (30) - Lichtenštejnsko (9) - Nizozemsko (9) - Norsko (66) - Rakousko (76) - Polsko (31) - Rumunsko (30) | - Švédsko (68) - Švýcarsko (34) - SSSR (86) - Španělsko (18) - ČSSR (48) - Maďarsko (10) - Velká Británie (38) |
| Amerika (174)                                                                                            | | |
| - Argentina (5) - Chile (4)                                                                              | - Kanada (70) | - USA (95) |
| Asie (95)                                                                                                | | |
| - Indie (1) - Írán (4) - Japonsko (61)                                                                   | - Libanon (3) - Mongolsko (7) | - Jižní Korea (8) - Turecko (11)                                                                               |
| Afrika (5)                                                                                               | | |
| - Maroko (5)                                                                                             | | |
| Oceánie (9)                                                                                              | | |
| - Austrálie (3)                                                                                          | - Nový Zéland (6) | |
| (Číslo v závorce je počet sportovců dané země nebo kontinentu)                                           | | |

V Grenoblu bylo 1158 sportovců z 37 zemí světa, což byl nový rekord. Poprvé v historii ZOH se účastnili sportovci z Maroka.

### Nejúspěšnější sportovci
| pořadí | Sportovec         | Země          | Sport             | Gold | Silber | Bronze | Celkem |
| ------ | ----------------- | ------------- | ----------------- | ---- | ------ | ------ | ------ |
| 1      | Jean-Claude Killy | Francie (FRA) | Alpské lyžování   | 3    | 0      | 0      | 3      |
| 2      | Toini Gustafsson  | Švédsko (SWE) | Klasické lyžování | 2    | 1      | 0      | 3      |
| 3      | Harald Grønningen | Norsko (NOR)  | Klasické lyžování | 2    | 0      | 0      | 2      |
| 3      | Ole Ellefsæter    | Norsko (NOR)  | Klasické lyžování | 2    | 0      | 0      | 2      |
| 3      | Eugenio Monti     | Itálie (ITA)  | Boby              | 2    | 0      | 0      | 2      |
| 3      | Luciano De Paolis | Itálie (ITA)  | Boby              | 2    | 0      | 0      | 2      |

### Zajímavosti
- Grenoble byla 1. olympiáda s maskotem i když onen maskot byl neoficiální.
- Nejvíce medailí získalo Norsko. 6 zlatých 6 stříbrných a 2 bronzové.
- Nejrychlejší v alpském lyžování byl Francouz Jean-Claude Killy. Zlatou medaili získal za čas 1:59.85.
- Killy také zvítězil ostatní mužské soutěže v alpském lyžování, ale až po jednom z největších sporů v historii Zimních olympijských her. Rakouský favorit Karl Schranz tvrdil, že jistý záhadný muž v černém přejel jeho dráhu a donutil ho tak k zastavení smykem. Vynutil si restart. Schranz byl rychlejší,než Killy. Nicméně porota Schranze diskvalifikovala a medaili získal Killy.
- Manželé Lyudmila Belousova a Oleg Protopopov ze Sovětského svazu úspěšně obhájili titul soutěžních dvojic v krasobruslení z Innsbrucku.
- Všechny bobové soutěže musely začínat chvíli před východem slunce a končit krátce po úsvitu, protože trať L'Alpe d'Huez měla nedostatečně silné chlazení a nemohla udržet solidní led za denního světla.
- Americká krasobruslařka Peggy Flemingová si vybudovala obrovský náskok už po povinných figurách a snadno vyhrála zlato, protože pro ni hlasovalo všech devět soudců.[8]
- V Grenoblu byly poprvé v historii zavedeny pohlavní kontroly.

### Co se v Grenoblu objevilo poprvé.
- Poprvé byly dopingové testy
- Poprvé byly prováděny testy pohlaví.
- Poprvé byly televizní přenosy barevné.
- Poprvé MOV povolil účast jak SRN tak NDR.
- Poprvé měly olympijské hry maskota, byť neoficiálního.
- Poprvé mělo své zástupce také Maroko.
- Poprvé se jel obří slalom na dvě kola.

### Věková NEJ
- Nejmladší účastnice byla rumunská rychlobruslařka Beatrice Hustiu. V den zahajovacího ceremoniálu jí bylo 11 let a 158 dní.
- Nejmladší účastník byl krasobruslař Jan Hoffman z NDR. (Později, v letech 1974 a 1980 se stal mistrem světa a v roce 1980 na ZOH v Lake Placid získal stříbrnou medaili.
- Nejmladší medailista byla americká rychlobruslařka Dianne Holumová. Stříbrnou medaili na pětisetmetrové dráze vybojoval ve věku 16 let a 266 dní a o dva dny později bronz na 1 kilometru.
- Nejmladší vítězka byla americká krasobruslařka Peggy Flemingová získala zlatou medaili ve věku 19 let a 198 dní.
  - A nejstarší medailista i vítěz byl italský bobista Eugenio Monti, zlatou medaili získal ve věku 40 let a 25 dní.